# أندريه ديرل
أندريه ديرل (بالإنجليزية: Andre Dirrell)‏ مواليد 7 سبتمبر 1983 في صوان، ميشيغان، الولايات المتحدة، هو ملاكم أمريكي يصنف ضمن فئة وزن فوق المتوسط. شارك في الأولمبياد وحقق الميدالية البرونزية في الألعاب الأولمبية الصيفية 2004.

## إحصائيات
خاض خلال مسيرته 27 نزالا، فاز في 25 وخسر في 2. فاز بالضربة القاضية في 16 نزالا.

## الميداليات
| الميدالية | المسابقة                       |
| --------- | ------------------------------ |
| برونزية   | الألعاب الأولمبية الصيفية 2004 |

## روابط خارجية
- أندريه ديرل على موقع بوكس ريك (الإنجليزية) (registration required)
- أندريه ديرل على موقع أوليمبيديا (الإنجليزية)